# FC Ruggell
El FC Ruggell és un club de futbol de Liechtenstein que juga a la ciutat de Ruggell. Juga a la lliga suïssa de futbol.

## Palmarès
- Sense títols destacats